# (200041) 2007 RY216
(200041) 2007 RY216 es un asteroide perteneciente al cinturón de asteroides, descubierto el 13 de septiembre de 2007 por el equipo del Lowell Observatory Near-Earth-Object Search desde la Estación Anderson Mesa (condado de Coconino, cerca de Flagstaff, Arizona, Estados Unidos).

## Designación y nombre
Designado provisionalmente como 2007 RY216.

## Características orbitales
2007 RY216 está situado a una distancia media del Sol de 2,742 ua, pudiendo alejarse hasta 3,245 ua y acercarse hasta 2,239 ua. Su excentricidad es 0,183 y la inclinación orbital 2,604 grados. Emplea 1658,82 días en completar una órbita alrededor del Sol.

## Características físicas
La magnitud absoluta de 2007 RY216 es 16,2.